# 천하오 (1971년)
천하오(陳豪, 진호, 영문명 Moses Chan, 1971년 4월 16일 ~ )는 중화인민공화국 홍콩 특별행정구의 영화배우, 텔레비전 연기자, 가수이다.

## 생애
그의 원적지는 중화인민공화국 광둥성 타이산이다. 그는 1988년 홍콩 영화 《도학외전(逃學外傳)》으로 영화배우 데뷔하였고 1998년부터는 텔레비전 드라마에도 출연하기 시작하였으며 2000년에는 가수로도 데뷔하였다.

## 같이 보기
- 쉬사오슝
- 리궈린
- 롼자오샹
- 셰톈화
- 마더중